# Panhard & Levassor Type C

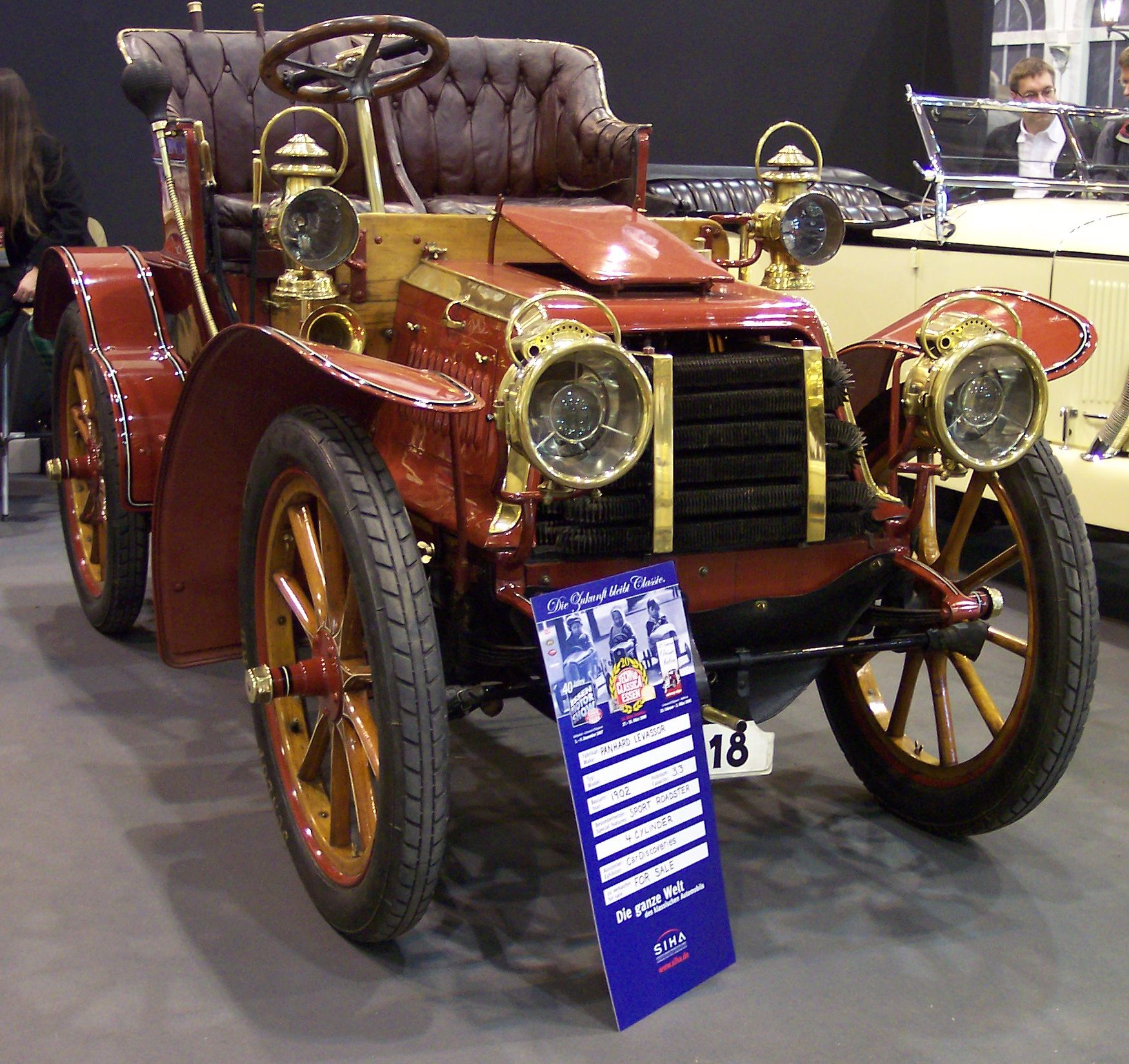
Das Fahrzeug auf der Techno-Classica 2007

Der Panhard & Levassor Type C ist ein Pkw-Modell der 1900er Jahre. Hersteller war Panhard & Levassor in Frankreich.

## Beschreibung
Die Fahrzeuge haben einen von Arthur Constantin Krebs entwickelten Ottomotor. Im Motorcode „O4R“ steht das „O“ für diesen „Centaure“ genannten Motor und die „4“ für die Anzahl der Zylinder.
Es ist ein Vierzylinder-Reihenmotor mit paarweise gegossenen Zylindern. Er hat 90 mm Bohrung, 130 mm Hub und 3308 cm³ Hubraum. Er wurde auch 15 CV lègère (leicht) genannt. Der Vorgänger B1/B2 hat Motoren anderer Bauart, aber in einer Version mit denselben Zylinderabmessungen. Das Getriebe hat vier Gänge.
Der Radstand beträgt zwischen 277 cm und 313 cm.
Aufbauten als Tonneau und Phaeton sind bekannt.
1902 wurden 131 Fahrzeuge hergestellt und in den beiden Folgejahren 333 und 131, insgesamt 595 Stück, von denen 165 exportiert wurden.
1904 erschienen die Nachfolger Type S und Type I.
Es sind einige Fahrzeuge vom Type C erhalten geblieben. Ein Phaeton mit Notsitz von 1902/03 mit dem spanischen Kennzeichen M 18 wurde 2014 auf einer Auktion angeboten, aber bei einem Schätzpreis von 600.000 bis 700.000 Pfund Sterling nicht verkauft.